# Protan
Protan București este o companie din România care activează în domenii precum producerea de făini proteice și grăsimi tehnice, ecologizarea animalieră sau tratarea și îndepărtarea resturilor radioactive din spitale, îndepărtarea bunurilor uzate. Conform Ordonanței nr 24/2016 si a Regulamentului Comisiei Europene nr. 1069 /2009 orice operator economic care desfășoară activități de alimentație publică este obligat să predea pentru distrugere sau reciclare deșeurile de origine animală sau non animală unei firme autorizate.
Protan este controlată de firma Phoenix Farm, cu o participație de 76,07%.
Din mai 2006, compania Protan, împreună cu firma maghiară ATEV Feherjefeldolgozo ZRT sunt concesionarii naționali ai activității de ecarisaj (neutralizare a deșeurilor de origine animală) din România, pentru o perioadă de zece ani.
Rezultate financiare (milioane euro):
| Anul             | 2007 | 2006 | 2005 |
| ---------------- | ---- | ---- | ---- |
| Cifra de afaceri | 42,9 | 28,3 | 11,5 |
| Profitul net     | 6,6  | 5,7  | 6,3  |